# Noord-Koreaanse won
De won (Hangeul 원, Hanja 圓) is de munteenheid van Noord-Korea. Eén won is honderd chon (Hangeul 전, Hanja 錢).
De volgende munten worden gebruikt:1, 5, 10, 20 en 50 chon en 1 won. Het papiergeld is beschikbaar in 1, 5, 10, 50, 100, 500, 1000 en 5000 won.
In Noord-Korea worden naast de won ook de Amerikaanse dollar, de Chinese yuan, de Japanse yen en de euro gebruikt, hoewel het gebruik van buitenlandse valuta door de eigen bevolking officieel verboden is. De Noord-Koreaanse won is niet converteerbaar en wordt dan ook niet verhandeld. In Zuid-Korea wordt eveneens een won gebruikt: de Zuid-Koreaanse won. Eén kilogram rijst kost ongeveer 50 won.

## Herwaardering
In november 2009 werd de won voor het eerst in vijftig jaar geherwaardeerd. De Noord-Koreanen kregen zeven dagen de tijd om maximaal ₩100.000 (ongeveer 50 euro op de zwarte markt in 2010) in bankbiljetten van ₩1000 in te wisselen voor biljetten van ₩10. Na protesten werd de grens verhoogd naar ₩150.000 in contanten en ₩300.000 in banksaldi. Deze herwaardering, schijnbaar bedoeld om de zwarte markt te ondermijnen betekent het verlies van het spaargeld van veel Noord-Koreanen. The Times speculeerde dat deze actie mogelijk een poging is om de inflatie onder controle te houden en tevens het fortuin van handelaren af te nemen.
De herwaardering werd wel aan buitenlandse ambassades aangekondigd maar niet op de staatstelevisie in het land zelf. De informatie werd later verspreid via een kabel-radiokanaal in het land.